# Dolicheremaeus repetitus
Dolicheremaeus repetitus är en kvalsterart som beskrevs av Subías 2004. Dolicheremaeus repetitus ingår i släktet Dolicheremaeus och familjen Tetracondylidae. Inga underarter finns listade i Catalogue of Life.